# Муйрхертах мак Нейлл
Муйрхертах мак Нейл (Муйрхертах Кожаный Плащ; ирл. Muircheartach mac Néill; умер 26 февраля 943 года) — король Айлеха (938—943).

## Биография

### Происхождение
Представитель септа Кенел нЭогайн Северных Уи Нейл. Сын Ниалла Глундуба (ок. 870—919), короля Айлеха (911—919) и верховного короля Ирландии (916—919), и Гормлайт инген Флайнн Синна (870—948). Оба деда Муйрхертаха — Аэд Финдлиат (? — 879), король Айлеха (855? — 879) и верховный король Ирландии (862/863 — 879), и Фланн Синна (847—916), король Миде (877—916) и верховный король Ирландии (879—916).
Маэл Муир инген Кинэда (? — 913), мать Ниалла Глундуба, после смерти Аэда Финдлиата во второй раз вышла замуж за Фланна Синну, родив ему двух сыновей: Домналл (умер в 921) и Лианнах (умер в 932). Маэл Муир была дочерью короля пиктов Кинаэда мак Альпина.

### Ранние годы
Отец Муйрхертаха, Ниалл Глундуб, был убит в битве против норвежцев Ирландии близ Дублина 14 сентября 919 года вместе со многими другими ирландскими королями. Брат матери Муйрхертаха, Доннхад Донн мак Флайн, король Миде (919—944), стал новым верховным королем Ирландии, а королем Айлеха стал Фергал мак Домнайлл (919—938), двоюродный брат Муйрхертаха. С 938 года Муйрхертах Уа Нейлл стал полноправным королем Айлеха.

### Правление
Муйрхертах женился на дочери Доннхада Фланна, но отношения между ними не были хорошими. Конфликт между ними зафиксирован в 927, 929 и 938 годах, но только в 941 году, после смерти Фланна годом ранее, между Муйрхертахом и Доннхадом начались стычки. В том же году Муйрхертах совершил набег на королевства Миде, Осрайге и Манстер, взяв в заложники короля Мюнстера Келлачана Кашела в качестве демонстрации своей власти и ограниченной власти Доннхада.
Муйрхертах был закаленным воином и в конце концов погиб в битве в 943 году от рук Блайкера мак Гофрита, короля Дублина. Его некролог в «Анналах Ольстера» называет его «Гектором западного мира» и «назначенным наследником Ирландии».
Старший сын Муйрхертаха Домналл Уа Нейл (? — 980), король Айлеха (943—980), стал верховным королем Ирландии после смерти своего двоюродного брата и преемника Доннхада Донна Конгалаха Кногбы в 956 году. С 943 по 949 год соправителем Домналла в Айлехе был его младший брат Флайтбертах Уа Нейлл.

### Семья
Первой женой Муйрхертаха была Фланн инген Доннхада (? — 940), дочь верховного короля Ирландии короля Миде Доннхада Донна (? — 944). В 941 году Муйрхертах мак Нейлл во второй раз был женат на Дубдаре инген Келлайх, дочери Келлаха мак Кербелла, короля Осрайге (905—908), и сестре Доннхада мак Келлайга, короля Осрайге (934—976).
Мелькорка Миркьяртансдоттир, история которой рассказана в исландской «саге о людях из Лососьей долины», утверждала, что она дочь Муйрхертаха. Мелькорка была продана в рабство исландскому вождю Хескульду сыну Колля из Долин, от которого у неё был незаконнорожденный сын по имени Олав Павлин (ок. 938—1006). Олав стал успешным вождем в Исландии и одним из главных персонажей саги о людях из Лососьей долины.